# Сатыбалдиев, Джабак
Джабак Сатыбалдиев (1890 год, Дарбаза, Туркестанский край, Российская империя — 1956 год) — колхозник, чабан, Герой Социалистического Труда (1949).

## Биография
Родился в 1890 году в ауле Дарбаза, Туркестанский край (сегодня — Сарыагашский район Южно-Казахстанской области, Казахстан). С раннего детства занимался батрачеством. С 1920 года работал в различных государственных организациях. В 1930 году вступил в колхоз «Дарбаза» Сарыагачского района Южно-Казахстанской области. Работал чабаном. В конце своей трудовой деятельности работал в солхозе «Сыр-Дарья» Южно-Казахстанской области.
В 1948 году за высокие показатели в животноводстве был награждён орденом Ленина. В 1948 году вырастил 961 ягнёнка от 737 овцематок. За этот доблестный труд был удостоен в 1949 году звания Героя Социалистического Труда.
Скончался в 1956 году.

## Награды
- Герой Социалистического Труда — указом Президиума Верховного Совета СССР от 3 декабря 1949 года;
- два ордена Ленина;